# Dennis Gabor
Dennis Gabor (în maghiară Gábor Dénes) (n. 5 iunie 1900, Budapesta – d. 9 februarie 1979, Londra) a fost un fizician și inventator maghiar de origine iudaică, celebru pentru inventarea holografiei, pentru care a primit Premiul Nobel pentru Fizică în 1971. În 1918, familia Gabor s-a convertit la luteranism.